# Diego Godín
Diego Roberto Godín Leal (Rosario, 16 de fevereiro de 1986) é um ex-futebolista uruguaio que atuava como zagueiro.
Com passagens por Cerro, Nacional e Villarreal, viveu seu auge pelo Atlético de Madrid, onde atuou por nove temporadas e conquistou oito títulos. Passou ainda por um período na Itália, onde defendeu a Internazionale e o Cagliari, antes de retornar ao futebol sul-americano e passar por Atlético Mineiro e Vélez Sarsfield.
Jogador da Seleção Uruguaia entre 2005 e 2022, Godín foi capitão e atualmente é detentor do recorde de jogos disputados pela equipe, com 161 partidas. Atuou em quatro edições da Copa do Mundo FIFA e em seis da Copa América, vencendo o torneio continental em 2011.

## Carreira

### Início
Nascido em Rosario, Godín deu seus primeiros passos no clube local Estudiantes El Colla. Aos 14 anos de idade, se transferiu para o Defensor Sporting, de Montevidéu, onde concluiu sua formação de base.
Em 2003, aos 17 anos, Godín acertou com o Cerro, clube pelo qual estreou profissionalmente. Despontou na temporada 2005–06, quando marcou cinco gols em 30 partidas e recebeu sua primeira convocação para a seleção do Uruguai. Ao fim daquela temporada, se juntou ao gigante Nacional.
Em sua única temporada no Bolso, Godín se afirmou como um dos melhores jogadores da liga uruguaia, e, apesar de pouca idade, chegou a atuar como capitão da equipe em algumas partidas.
Em agosto de 2007, Godín se transferiu para o Villarreal, da Espanha. Participou em 24 partidas da campanha do vice-campeonato da La Liga de 2007–08, a melhor da história do clube até então. Consolidou sua titularidade nas temporadas subsequentes, formando dupla de zaga com o argentino Gonzalo Rodríguez. Ao longo de três anos, atuou em 116 partidas e marcou quatro gols pelo Submarino Amarelo.

### Atlético de Madrid
Em 4 de agosto de 2010, Godín assinou um contrato de cinco anos com o Atlético de Madrid por um valor estimado em 8 milhões de euros. Estreou pelos Colchoneros no dia 27, na vitória por 2–0 sobre a Internazionale pela Supercopa da UEFA, o primeiro título de sua carreira.
Nas temporadas seguintes, Godín participou das conquistas da Liga Europa de 2011–12, da Supercopa da UEFA de 2012 e da Copa do Rei de 2012–13.

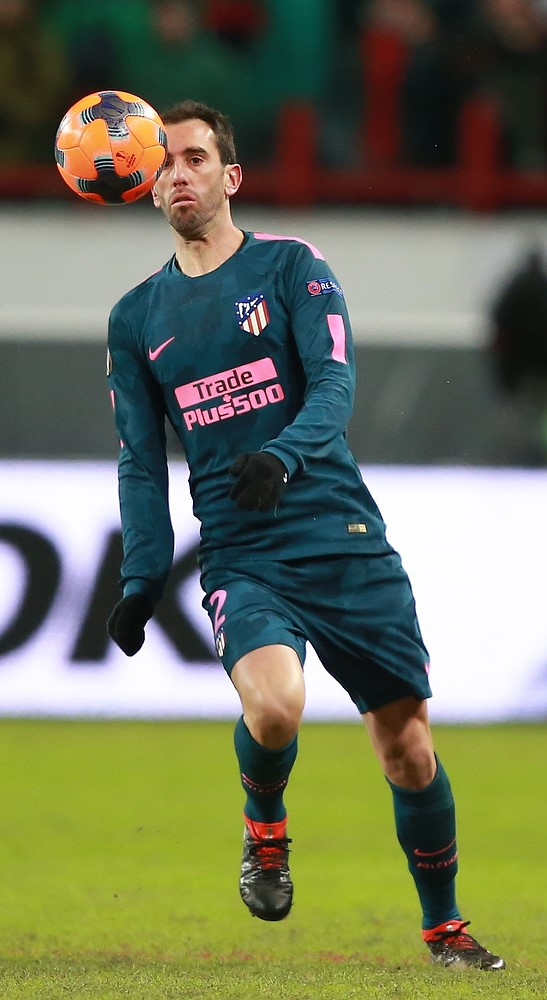
Godín em ação pelo Atlético em 2018

Godín atuou em 34 partidas e marcou quatro gols na vitoriosa campanha da La Liga de 2013–14. Na última rodada, a partida que decidiu o campeonato contra o Barcelona, o Atlético perdia por 1–0 quando Godín marcou um gol de cabeça após cobrança de escanteio; o empate em 1–1 assegurou o título da liga para os Colchoneros, o primeiro desde 1996. Na semana seguinte, voltou a marcar, abrindo o placar da Final da Liga dos Campeões da UEFA de 2013–14 diante do Real Madrid; deste confronto, porém, o Atlético saiu derrotado por 4–1 na prorrogação.
Na metade de 2015, Godín rejeitou uma proposta do Manchester City, então treinado por seu ex-técnico no Villarreal Manuel Pellegrini. Ao fim de 2016, após temporada em que o Atlético mais uma vez alcançou o vice-campeonato europeu, Godín foi nomeado entre os 30 finalistas da Ballon d'Or.
Em 28 de outubro de 2017, após um empate em 1–1 com o Villarreal, o uruguaio se tornou o estrangeiro com mais jogos disputados pelo Atlético, ultrapassando a marca de 314 jogos de seu ex-companheiro colombiano Luis Amaranto Perea. Ao fim da temporada de 2017–18, Godín conquistou seu segundo título de Liga Europa.
No início da temporada de 2018–19, com a saída de Gabi da equipe, Godín tornou-se oficialmente o capitão do Atlético. Em 15 de agosto, ergueu o troféu da Supercopa da UEFA de 2018, seu terceiro da competição e oitavo título geral pelos Colchoneros.
Em 7 de maio de 2019, com o fim de seu contrato, Godín anunciou a sua decisão de deixar o clube após nove temporadas, com 389 partidas disputadas e 27 gols marcados.

### Internazionale e Cagliari
No dia 1 de julho de 2019, Godín assinou um contrato de três anos com a Internazionale. Participou de 36 partidas na temporada que terminou com os vice-campeonatos da Serie A e da Liga Europa para os Nerazzurri, marcando dois gols; um deles na final continental diante do Sevilla.
Em 24 de setembro de 2020, foi anunciada a transferência sem custos de Godín para o Cagliari. Como um dos motivos da escolha, o jogador citou a proximidade com a família de sua esposa, que é natural da cidade. No início de 2022, Godín rescindiu amigavelmente com o clube, após disputar 40 jogos e marcar um gol.

### Atlético Mineiro
Foi anunciado como reforço do Atlético Mineiro no dia 12 de janeiro de 2022, assinando contrato de uma temporada. Estreou no dia 6 de fevereiro, marcando um gol de cabeça que fechou o placar da vitória por 3–0 sobre o Patrocinense, pelo Campeonato Mineiro. Em 20 de fevereiro, atuou como titular no jogo do título da Supercopa do Brasil de 2022 diante do Flamengo.
Suas atuações no Campeonato Brasileiro e na Copa Libertadores, porém, foram consideradas abaixo das expectativas. Suas participações em lances nos empates em 1–1 com o América-MG, pela Libertadores, e em 2–2 com o Coritiba, pelo Campeonato Brasileiro (após o Atlético abrir 2–0 no placar), foram consideradas falhas decisivas. Analistas avaliaram que a atual capacidade física de Godín não era favorecida pelo estilo de jogo do Atlético, com a utilização do bloco de marcação avançado. Sua adaptação ao time foi ainda mais dificultada pela volta do zagueiro Junior Alonso ao clube, quem Godín inicialmente havia sido contratado para substituir.
Com poucos minutos em campo e a ambição de disputar a Copa do Mundo no final do ano, Godín e Atlético acertaram a rescisão de seu contrato em 20 de junho. Ao todo, ele atuou em nove partidas pelo Galo, marcando um gol.

### Vélez Sarsfield
Em 21 de junho de 2022, o Vélez Sarsfield anunciou a contratação de Godín até o fim de 2023. Em 31 de julho de 2023, ele anunciou a sua aposentadoria.

## Seleção Nacional
Godín fez sua estreia pela Seleção Uruguaia em 28 de outubro de 2005, em um amistoso perdido por 3–1 para o México. Marcou seu primeiro gol em outro amistoso, empatado em 1–1 com Sérvia e Montenegro, em 27 de maio de 2006. Sua estreia em torneios de seleções ocorreu na Copa América de 2007; embora na condição de reserva da dupla Diego Lugano e Andrés Scotti, participou de três partidas na campanha de quarto lugar do Uruguai.

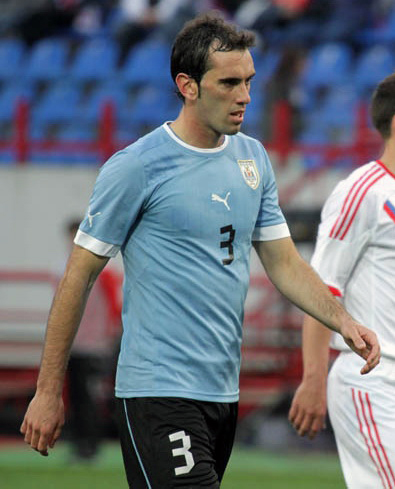
Godín atuando pelo Uruguai em 2010

Nos anos seguintes, Godín se estabeleceu como titular da Seleção, atuando em 14 partidas das Eliminatórias da Copa do Mundo FIFA de 2010 e nos dois confrontos de repescagem contra a Costa Rica, vencida pelo Uruguai. No torneio da África do Sul, formou a dupla de zaga titular com Lugano e ajudou a levar a Celeste ao quarto lugar, sua melhor participação em mundiais desde 1970.
Convocado para a disputa da Copa América de 2011, Godín teve sua participação no torneio limitada a apenas três minutos na final contra o Paraguai, vencida por 3–0 pelo Uruguai, devido a uma lesão.
No caminho até a Copa do Mundo FIFA de 2014, ajudou o Uruguai a conquistar a vaga através da repescagem contra a Jordânia, e o quarto lugar na Copa das Confederações de 2013. No mundial do Brasil, atuou como capitão durante a fase de grupos devido a uma lesão de Lugano, marcando um gol decisivo contra a Itália que garantiu a passagem do Uruguai para as oitavas de final.
Após a aposentadoria de Lugano da Seleção em 2014, Godín foi oficializado como capitão pelo técnico Óscar Tabárez. Liderou o Uruguai nas campanhas da Copa América de 2015 e Centenário, atingindo a marca de 100 jogos durante o torneio nos Estados Unidos.
Godín atuou em todas as partidas da Copa do Mundo FIFA de 2018, até à eliminação nas quartas de final pela eventual campeã França. Foi eleito na Seleção do torneio por voto popular.
Em 2018 e 2019, Godín ergueu por duas vezes consecutivas o troféu da China Cup, torneio amistoso disputado no país asiático. Durante a edição de 2019, se tornou o jogador com mais partidas na história da Seleção Uruguaia, ultrapassando o recorde de 125 jogos previamente estabelecido por Maxi Pereira.
Nas disputas da Copa América de 2019 e de 2021, ambas realizadas no Brasil, Godín liderou o Uruguai, em ambas sofrendo eliminações por disputa de pênaltis nas quartas de final.

## Estilo de jogo
Em seus anos com o Atlético de Madrid, Godín foi amplamente considerado por analistas como um dos melhores zagueiros em atividade. Durante a Copa do Mundo de 2018, Jack Watson do The Independent o elegeu como "o melhor defensor central do mundo".
Embora não fosse dotado de velocidade ou grande atleticismo, Godín era reconhecido por sua inteligência, liderança e bom posicionamento, qualidades que se refletiam em sua leitura de jogo, organização da linha defensiva e antecipação de lances. Também era notado por sua tenacidade nas divididas, capacidade de carregar a bola da defesa com tranquilidade e iniciar jogadas, além da qualidade no jogo aéreo, que o rendeu gols importantes de bolas paradas ao longo da carreira.

## Vida pessoal
Godín é casado desde 2018 com Sofia, filha de José Óscar Herrera, ex-jogador de Peñarol, Cagliari e Seleção Uruguaia, entre outros. É padrinho de Mia, filha de seu ex-companheiro de Atlético de Madrid Antoine Griezmann, com quem cultiva forte amizade. Durante a partida de quartas de final da Copa do Mundo de 2018 entre Uruguai e França, Griezmann não comemorou seu gol em respeito a Godín e José Giménez.

## Estatísticas

### Clubes
Atualizadas em 28 de agosto de 2023
| Clube              | Temporada         | Liga  | Liga | Copa  | Copa | Continental | Continental | Outros | Outros | Total | Total |
| Clube              | Temporada         | Jogos | Gols | Jogos | Gols | Jogos       | Gols        | Jogos  | Gols   | Jogos | Gols  |
| ------------------ | ----------------- | ----- | ---- | ----- | ---- | ----------- | ----------- | ------ | ------ | ----- | ----- |
| Cerro              | 2003              | 2     | 0    | 0     | 0    | —           | —           | —      | —      | 2     | 0     |
| Cerro              | 2004              | 14    | 0    | 1     | 0    | —           | —           | —      | —      | 15    | 0     |
| Cerro              | 2005              | 17    | 1    | 0     | 0    | —           | —           | —      | —      | 17    | 1     |
| Cerro              | 2005–06           | 30    | 5    | 0     | 0    | —           | —           | —      | —      | 30    | 5     |
| Cerro              | Total             | 63    | 6    | 1     | 0    | —           | —           | —      | —      | 64    | 6     |
| Nacional           | 2006–07           | 26    | 0    | 4     | 0    | 16          | 2           | —      | —      | 46    | 2     |
| Villarreal         | 2007–08           | 24    | 1    | 3     | 0    | 7           | 0           | —      | —      | 34    | 1     |
| Villarreal         | 2008–09           | 31    | 0    | 0     | 0    | 7           | 0           | —      | —      | 38    | 0     |
| Villarreal         | 2009–10           | 36    | 3    | 2     | 0    | 6           | 0           | —      | —      | 44    | 3     |
| Villarreal         | Total             | 91    | 4    | 5     | 0    | 20          | 0           | —      | —      | 116   | 4     |
| Atlético de Madrid | 2010–11           | 25    | 0    | 1     | 1    | 3           | 1           | 1      | 0      | 30    | 2     |
| Atlético de Madrid | 2011–12           | 27    | 2    | 1     | 0    | 13          | 1           | —      | —      | 41    | 3     |
| Atlético de Madrid | 2012–13           | 35    | 1    | 5     | 0    | 1           | 0           | 1      | 0      | 42    | 1     |
| Atlético de Madrid | 2013–14           | 34    | 4    | 5     | 2    | 10          | 2           | 2      | 0      | 51    | 8     |
| Atlético de Madrid | 2014–15           | 34    | 3    | 3     | 0    | 9           | 1           | 2      | 0      | 48    | 4     |
| Atlético de Madrid | 2015–16           | 31    | 1    | 3     | 0    | 12          | 0           | —      | —      | 46    | 1     |
| Atlético de Madrid | 2016–17           | 31    | 3    | 5     | 0    | 11          | 0           | —      | —      | 47    | 3     |
| Atlético de Madrid | 2017–18           | 30    | 0    | 3     | 1    | 12          | 0           | —      | —      | 45    | 1     |
| Atlético de Madrid | 2018–19           | 30    | 3    | 2     | 0    | 6           | 1           | 1      | 0      | 39    | 4     |
| Atlético de Madrid | Total             | 277   | 17   | 28    | 4    | 77          | 6           | 7      | 0      | 389   | 27    |
| Internazionale     | 2019–20           | 23    | 1    | 2     | 0    | 11          | 1           | —      | —      | 36    | 2     |
| Cagliari           | 2020–21           | 28    | 1    | 0     | 0    | —           | —           | —      | —      | 28    | 1     |
| Cagliari           | 2021–22           | 11    | 0    | 1     | 0    | —           | —           | —      | —      | 12    | 0     |
| Cagliari           | Total             | 39    | 1    | 1     | 0    | —           | —           | —      | —      | 40    | 1     |
| Atlético Mineiro   | 2022              | 1     | 0    | 1     | 0    | 2           | 0           | 5      | 1      | 9     | 1     |
| Vélez Sarsfield    | 2022              | 6     | 1    | 0     | 0    | 2           | 0           | —      | —      | 8     | 1     |
| Vélez Sarsfield    | 2023              | 13    | 0    | 1     | 0    | 0           | 0           | —      | —      | 14    | 1     |
| Vélez Sarsfield    | Total             | 19    | 1    | 1     | 0    | 2           | 0           | —      | —      | 22    | 1     |
| Total na carreira  | Total na carreira | 539   | 30   | 43    | 4    | 128         | 9           | 12     | 1      | 722   | 44    |

1. ↑  Dez jogos e dois gols de Copa Libertadores, seis jogos de Copa Sul-Americana
2. ↑  Jogo(s) de Copa da UEFA
3. 1 2 3 4 5 6  Jogo(s) de Liga dos Campeões da UEFA
4. 1 2 3 4  Jogo(s) de Liga Europa da UEFA
5. 1 2 3  Jogo de Supercopa da UEFA
6. 1 2  Jogo(s) de Supercopa da Espanha
7. ↑  Quatro jogos de Liga dos Campeões da UEFA, oito jogos de Liga Europa da UEFA
8. ↑  Cinco jogos de Liga dos Campeões da UEFA, seis jogos e um gol de Liga Europa da UEFA
9. 1 2  Jogo(s) de Copa Libertadores
10. ↑  Quatro jogos e um gol de Campeonato Mineiro, um jogo de Supercopa do Brasil

### Seleção Uruguaia
Atualizadas em 28 de agosto de 2023[carece de fontes?]
| Uruguai | Uruguai | Uruguai |
| Ano     | Jogos   | Gols    |
| ------- | ------- | ------- |
| 2005    | 1       | 0       |
| 2006    | 9       | 3       |
| 2007    | 8       | 0       |
| 2008    | 9       | 0       |
| 2009    | 9       | 0       |
| 2010    | 7       | 0       |
| 2011    | 9       | 0       |
| 2012    | 9       | 0       |
| 2013    | 14      | 0       |
| 2014    | 11      | 1       |
| 2015    | 11      | 3       |
| 2016    | 9       | 1       |
| 2017    | 7       | 0       |
| 2018    | 11      | 0       |
| 2019    | 11      | 0       |
| 2020    | 4       | 0       |
| 2021    | 14      | 0       |
| 2022    | 8       | 0       |
| Total   | 161     | 8       |

| # | Data                   | Local                                                   | Adversário          | Placar | Result. | Competição                             |
| - | ---------------------- | ------------------------------------------------------- | ------------------- | ------ | ------- | -------------------------------------- |
| 1 | 27 de maio de 2006     | Estádio Estrela Vermelha, Belgrado, Sérvia e Montenegro | Sérvia e Montenegro | 1–1    | 1–1     | Amistoso                               |
| 2 | 16 de agosto de 2006   | Estádio de Alexandria, Alexandria, Egito                | Egito               | 1–0    | 2–0     | Amistoso                               |
| 3 | 18 de outubro de 2006  | Estádio Centenario, Montevidéu, Uruguai                 | Venezuela           | 1–0    | 4–0     | Amistoso                               |
| 4 | 24 de junho de 2014    | Arena das Dunas, Natal, Brasil                          | Itália              | 1–0    | 1–0     | Copa do Mundo de 2014                  |
| 5 | 8 de outubro de 2015   | Estádio Hernando Siles, La Paz, Bolivia                 | Bolívia             | 1–0    | 2–0     | Eliminatórias da Copa do Mundo de 2018 |
| 6 | 13 de outubro de 2015  | Estádio Centenario, Montevidéu, Uruguai                 | Colômbia            | 1–0    | 3–0     | Eliminatórias da Copa do Mundo de 2018 |
| 7 | 17 de novembro de 2015 | Estádio Centenario, Montevidéu, Uruguai                 | Chile               | 1–0    | 3–0     | Eliminatórias da Copa do Mundo de 2018 |
| 8 | 5 de junho de 2016     | University of Phoenix Stadium, Glendale, Estados Unidos | México              | 1–1    | 1–3     | Copa América Centenário                |

## Títulos
Atlético de Madrid
- Supercopa da UEFA: 2010, 2012 e 2018
- Liga Europa da UEFA: 2011–12 e 2017–18
- Copa do Rei: 2012–13
- La Liga: 2013–14
- Supercopa da Espanha: 2014

Atlético Mineiro
- Supercopa do Brasil: 2022
- Campeonato Mineiro: 2022

Seleção Uruguaia
- Copa América: 2011
- China Cup: 2018 e 2019

### Prêmios individuais
- Time do Ano da UEFA: 2014
- Time da Temporada da Liga dos Campeões da UEFA: 2013–14, 2015–16 e 2016–17
- Time da Fase de Grupos da Liga dos Campeões da UEFA: 2015
- Time da Temporada de La Liga: 2013–14 e 2015–16
- Melhor Defensor de La Liga: 2015–16
- Jogador do Mês de La Liga: abril de 2014 e maio de 2014
- Time da Temporada de La Liga pela UEFA: 2015–16
- Time do Ano da European Sports Media (en): 2015–16
- Top 30 da Ballon d'Or: 2016 e 2018
- 24º melhor jogador do ano de 2016 (The Guardian)[59]
- 41º melhor jogador do ano de 2016 (Marca)[60]
- Time da Temporada da Liga Europa da UEFA: 2017–18
- Seleção da Copa do Mundo FIFA (voto popular): 2018
- Time do Ano da IFFHS: 2018
- Seleção Uruguaia de Todos os Tempos (IFFHS): 2022[61]